# Wihni Durin
Wihni Durin is een bestuurslaag in het regentschap Aceh Tengah van de provincie Atjeh, Indonesië. Wihni Durin telt 782 inwoners (volkstelling 2010).